# Eusebio Bejarano
Pour les articles homonymes, voir Eusebio et Bejarano.
Eusebio Bejarano Vilaro, plus communément appelé Eusebio, est un footballeur espagnol né le 6 mai 1948 à Badajoz. Il évoluait au poste de défenseur.

## Biographie
De 1968 à 1979, Eusebio est joueur de l'Atlético de Madrid,,.
Avec l'Atlético, il est Champion d'Espagne à trois reprises en 1970, en 1973 et en 1977,.
Eusebio dispute la finale de la Coupe des clubs champions en 1974. L'Atlético perd la finale contre le Bayern Munich (match nul 1-1 puis défaite 0-4),.
Il est ensuite titulaire lors des deux matchs aller et retour contre Independiente lors de la Coupe intercontinentale de 1974. Il remporte alors la consécration internationale à l'issue de la compétition,.
Eusebio est également demi-finaliste de la Coupe des coupes en 1977 avec l'Atlético, en étant battu de peu par le club allemand du Hambourg SV.
Eusebio joue au total 223 matchs en première division espagnole, sans inscrire de but. Au sein des compétitions européennes, il dispute 16 matchs de Coupe des clubs champions, 11 matchs de Coupe des vainqueurs de coupe et quatre matchs de Coupe UEFA/Coupe des villes de foire. Il joue également deux matchs en Coupe intercontinentale.

## Palmarès
Atlético de Madrid
| - Championnat d'Espagne (3) : - Champion : 1969-70, 1972-73 et 1976-77. - Vice-champion : 1973-74. - Coupe d'Espagne (1) : - Vainqueur : 1975-76. - Finaliste : 1974-75. |  | - Coupe intercontinentale (1) : - Vainqueur : 1974. - Coupe des clubs champions : - Finaliste : 1973-74. |